# Kyrylo Karabyts
Kirill Karabits (ukrainisé en Kyrylo Karabyts), né le 26 décembre 1976 à Kiev en RSS d'Ukraine (URSS), est un chef d'orchestre ukrainien. C'est le fils du compositeur Ivan Karabits. Il est le premier musicien ukrainien à recevoir le titre de chef d'orchestre de l'année par la Royal Philharmonic Society en 2013,.
Entre 2009 et 2024, il dirige l'Orchestre symphonique de Bournemouth.